# 富海站
富海站，位于中华人民共和国黑龙江省齐齐哈尔市富裕县富海镇，是齐北铁路上的火车站，建于1928年，由哈尔滨铁路局管辖。

## 車站周邊
- 富海客运汽车站
- 富海中学
- 农村商业银行富海信用社

## 业务办理
办理旅客乘降，行李包裹托运业务，以及整车货物到发业务。

## 歷史
- 建于1928年。

## 外部連結
- 中国铁路客户服务中心（页面存档备份，存于）